# Агузуль, Саад
Саад Агузуль (араб. سعد اغوزول‎; род. 10 августа 1997, Марракеш) — марокканский футболист, защитник французского клуба «Осер».

## Клубная карьера
Агузуль — воспитанник клуба «Кавкаб». 5 февраля 2017 года в матче против «Атлетик Тетуан» он дебютировал в Ботола Про. 8 апреля 2018 года в поединке против ФЮС Саад отметился первым голом за клуб.
Летом 2019 года стал игроком дубля французского клуба «Лилль». 31 августа в матче против «Сент-Женевьев» он дебютировал в Насьональ 2. В июле 2020 года на правах аренды перешёл в бельгийский «Мускрон-Перювельз». 8 августа в поединке против «Антверпена» Саад дебютировал в бельгийской Про-лиге и отметился первым голом.
В июле 2022 года перешёл в «Сошо», подписав трёхлетний контракт. 1 августа в матче против «Парижа» Агузуль дебютировал за новый клуб. 10 октября в поединке против «Сент-Этьена» он забил первый гол за «Сошо».
Летом 2023 года стал игроком клуба «Осер». 5 августа в матче против «Валансьена» он дебютировал за новый клуб. По итогам сезона 2023/24 «Осер» завоевал повышение в Лигу 1.

## Достижения
«Осер»
- Победитель Лиги 2: 2023/24[13]